# Strażnica WOP Pogwizdów

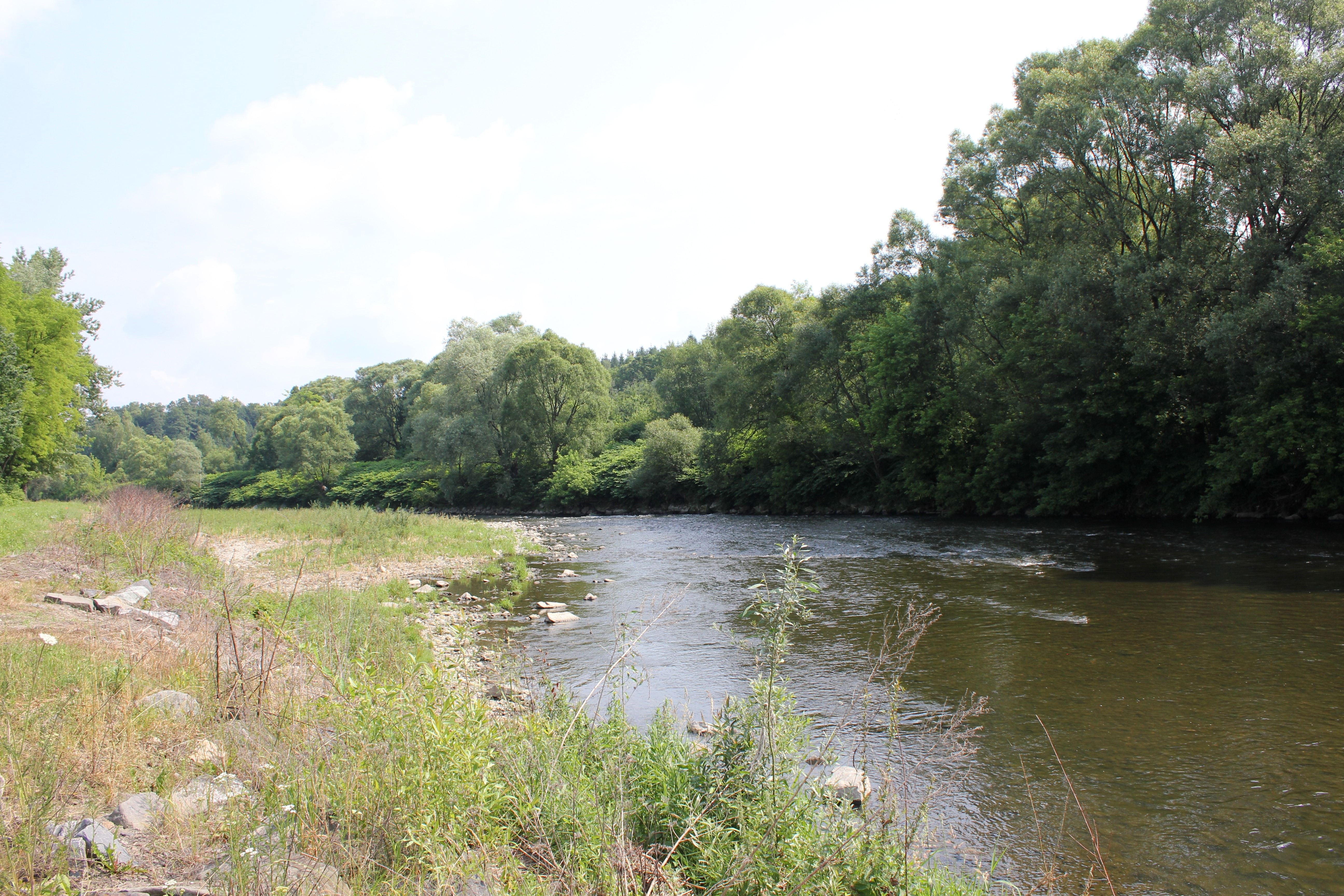
Granica polsko-czeska na Olzie w Łąkach (czerwiec 2013)

Strażnica Wojsk Ochrony Pogranicza Pogwizdów – zlikwidowany podstawowy pododdział Wojsk Ochrony Pogranicza pełniący służbę graniczną na granicy polsko-czechosłowackiej.

Strażnica Straży Granicznej w Pogwizdowie – zlikwidowana graniczna jednostka organizacyjna Straży Granicznej realizująca zadania bezpośrednio w ochronie granicy państwowej z Czechosłowacją/Republiką Czeską.

## Formowanie i zmiany organizacyjne
Strażnica została sformowana w listopadzie 1947, w strukturze 45 komendy odcinka Jastrzębie Zdrój jako 205a strażnica WOP (Pogwizdów).
W związku z reorganizacją oddziałów WOP, 24 kwietnia 1948 strażnica została włączona w struktury 63 batalionu Ochrony Pogranicza, a 1 stycznia 1951 42 batalionu WOP w Cieszynie.
Od 15 marca 1954 w Wojskach Ochrony Pogranicza wprowadzono nową numerację strażnic, a strażnica WOP Pogwizdów II kategorii otrzymała nr 212 w skali kraju.
W 1956 rozpoczęto numerowanie strażnic na poziomie brygady. Strażnica II kategorii Pogwizdów była 2 w 4 Brygadzie Wojsk Ochrony Pogranicza w Gliwicach.
31 grudnia 1959 była jako 24 strażnica WOP III kategorii Pogwizdów.
1 stycznia 1964 była jako 25 strażnica WOP lądowa III kategorii Pogwizdów.
W 1976, w związku z przejściem na dwuszczeblowy system dowodzenia, strażnicę podporządkowano bezpośrednio pod sztab Górnośląskiej Brygady WOP w Gliwicach.
13 grudnia 1981 po wprowadzeniu stanu wojennego na terytorium kraju, dowódca GB WOP wewnętrznym rozkazem w miejscu stacjonowania poszczególnych batalionów, utworzył tzw. „wysunięte stanowiska dowodzenia” (zalążek przyszłych batalionów granicznych), którym podporządkował strażnice znajdujące się na odcinkach dawnych batalionów granicznych. Brygada wykonywała zadania ochrony granicy i bezpieczeństwa państwa wynikające z dekretu o wprowadzeniu stanu wojennego.
W 1983 Strażnica WOP Pogwizdów włączona została w struktury Jednostki WOP im. Ziemi Cieszyńskiej w Cieszynie, a w drugiej połowie 1984 utworzonego batalionu granicznego WOP Cieszyn, jako Strażnica WOP Lądowa rozwinięta kat. II w Pogwizdowie.
Od 1989 stopniowo, po odejściu żołnierzy służby zasadniczej do rezerwy, strażnicę rozwiniętą przekształcano w strażnicę na czas „P” kadrową i funkcjonowała do 15 maja 1991. Żołnierze służby zasadniczej WOP z ostatnich poborów nadal pełnili służbę w strażnicy już po utworzeniu Straży Granicznej, równolegle z przyjętymi do służby kandydackiej funkcjonariuszami SG.
Straż Graniczna:
15 maja 1991 po rozwiązaniu Wojsk Ochrony Pogranicza, 16 maja 1991 strażnica przejęta została przez Beskidzki Oddział Straży Granicznej w Cieszynie i przyjęła nazwę Strażnica Straży Granicznej w Pogwizdowie (Strażnica SG w Pogwizdowie).
1 grudnia 1998 Decyzją nr 34 Komendanta Głównego Straży Granicznej z dnia 5 sierpnia 1998 Strażnica SG w Pogwizdowie włączona została w struktury Śląskiego Oddziału Straży Granicznej w Raciborzu.
Strażnica SG w Pogwizdowie funkcjonowała do 31 stycznia 2001, kiedy to zarządzeniem Komendanta Głównego SG została rozwiązana. Ochraniany przez strażnicę odcinek granicy państwowej, przejęły strażnice SG w: Cieszynie i Zebrzydowicach.

## Ochrona granicy
Od 1947 na odcinku strażnicy WOP Pogwizdów funkcjonował PPK MRG, gdzie kontrolę osób, towarów i środków transportu wykonywała załoga strażnicy:
- Przejściowy Punkt Kontrolny MRG Pogwizdów.

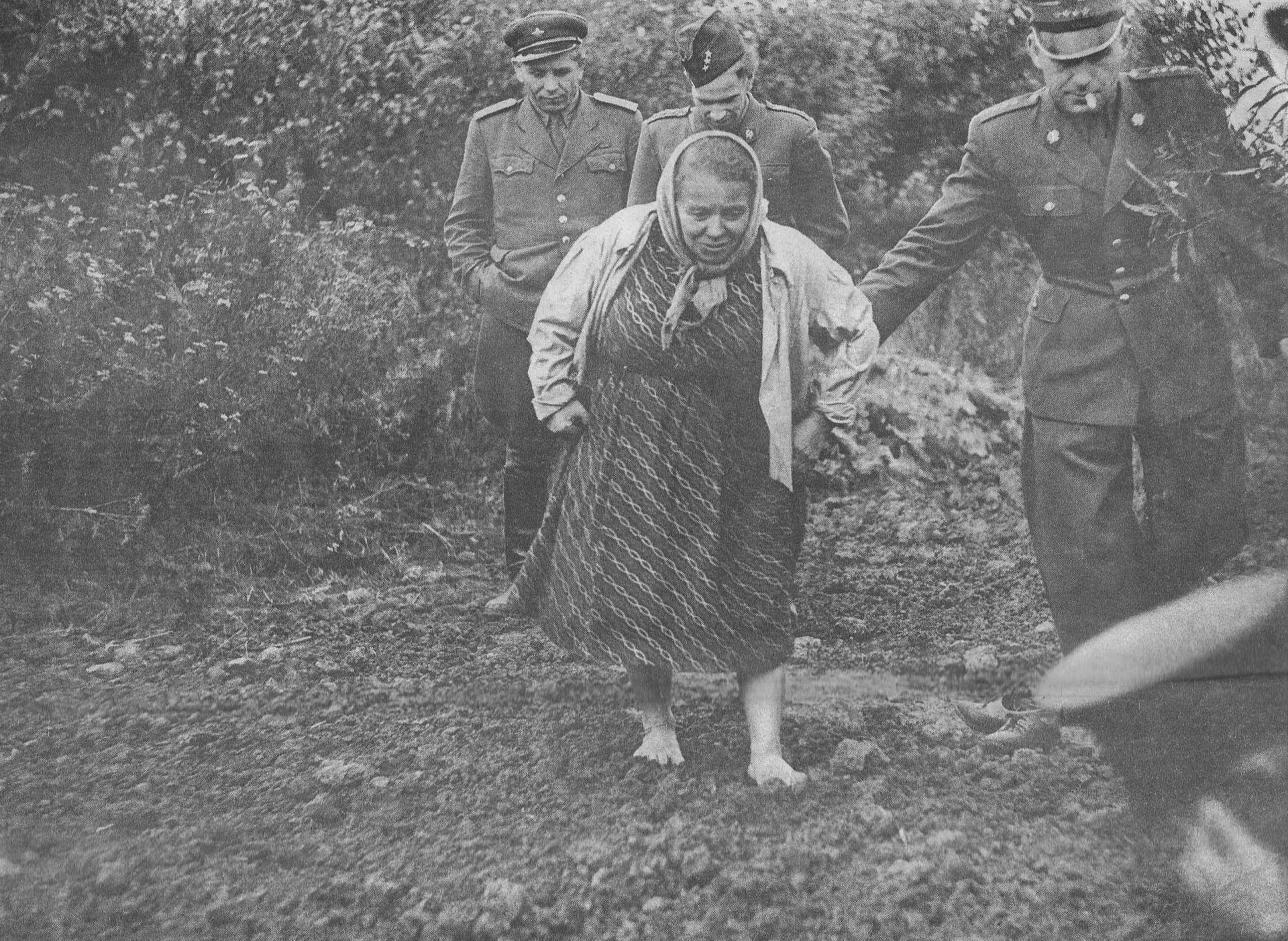
Wizja lokalna w miejscu nielegalnego przekroczenia granicy na pasie kontrolnym (rej. znaku gran. nr III/308-1) do Czechosłowacji i z powrotem – por. Szczepan Polak z-ca d-cy strażnicy w furażerce (czerwiec 1956–1959)

W 1947 na całym odcinku strażnicy wprowadzono zapory w miejscach dogodnych do przekroczenia granicy.
1 stycznia 1964, na ochranianym odcinku funkcjonowało przejście graniczne małego ruchu granicznego (mrg), gdzie kontrolę osób, towarów i środków transportu wykonywała załoga strażnicy:
- Pogwizdów-Louky nad Olší.

Do 31 grudnia 1989, rozwinięta strażnica lądowa WOP Pogwizdów II kategorii, a od 1 stycznia 1990 do 15 maja 1991 kadrowa Strażnica WOP Pogwizdów ochraniała odcinek granicy państwowej, (W całości odcinek granicy rzeką Olzą) o długości 8852 m .
- Włącznie znak graniczny nr 292/1, wyłącznie znak gran. nr III/308b.
- W okresie zimowym pas śnieżny sprawdzany był minimum: na głównym kierunku dwukrotnie, na pozostałym raz w ciągu doby.
- Współdziałała w zabezpieczeniu granicy państwowej z:
  - Strażnice WOP w: Cieszynie i Zebrzydowicach
  - Sekcja Zwiadu WOP w Cieszynie
- W ochronie granicy dowódcy strażnicy ściśle współpracowali ze swoimi odpowiednikami tj. naczelnikami placówek OSH (Ochrana Statnich Hranic) CSRS.

Straż Graniczna:
W latach 16 maja 1991–31 stycznia 2001, Strażnica SG w Pogwizdowie ochraniała odcinek granicy państwowej:
- Włącznie znak gran. nr 92/1, wyłącznie znak gran. nr I/108b.
- Komendant strażnicy współdziałał w zabezpieczeniu granicy państwowej z placówkami po stronie czeskiej cizinecké policie RCPP.

## Wydarzenia
- 1947 – uzbrojona banda napadła na strażnicę, atak został odparty bez strat własnych[14].
- 1956 – koniec czerwca, początek lipca 1956 w okresie tzw. „Wypadków poznańskich”, przy linii granicznej i w strefie działania, odnajdywano pakunki zawierające ulotki z tzw. „bibułą”, przytwierdzone do balonów leżących na ziemi[15]. W związku z masowością zjawiska, żołnierze otrzymali zezwolenie na użycie broni, celem zestrzelenia nisko przelatujących balonów (nawet jeśli znajdowały się na terytorium czechosłowackim, ale w zasięgu ognia – to samo czynili pogranicznicy czechosłowaccy)[16].

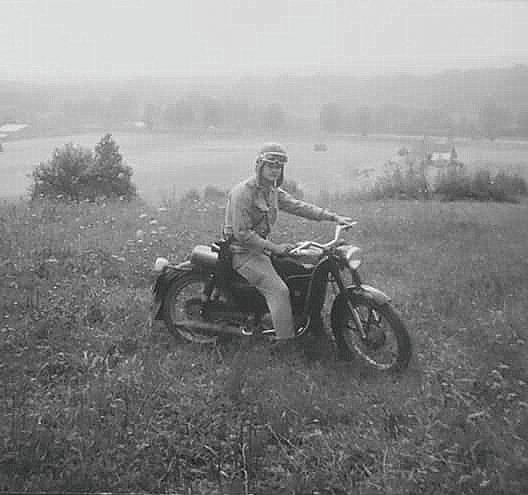
Żołnierz WOP na motocyklu WSK-175 z PM-63 RAK, w głębi motokross w Cieszynie-Boguszowicach (1979)

- 1976 – wycofano z granicy rowery, zastępując je motocyklami małolitrażowymi; WSK-175 dla kadry i WSK-125 dla żołnierzy służby zasadniczej (5–13 motocykli w zależności od obsady i na jakiej granicy). Wyposażone w łączność radiową motocykle stały się podstawowym środkiem transportu w służbie patrolowej i rozpoznawczej[17].
- 13 grudnia 1981–22 lipca 1983 – (stan wojenny w Polsce), normę służby granicznej dla żołnierzy podwyższono z 8 do 12 godzin na dobę. Patrole wysyłane w teren zostały wzmocnione. Wyeliminowano służby składające się z jednego żołnierza. Ścisłą kontrolą objęto całą strefę nadgraniczną, zamknięte zostały niektóre szlaki turystyczne, a ruch w strefie nadgranicznej został znacznie ograniczony. W stan gotowości były postawione wszystkie pododdziały odwodowe. Mimo utrudnionych warunków nie zaprzestano współpracy z ludnością pogranicza[18].

## Strażnice sąsiednie

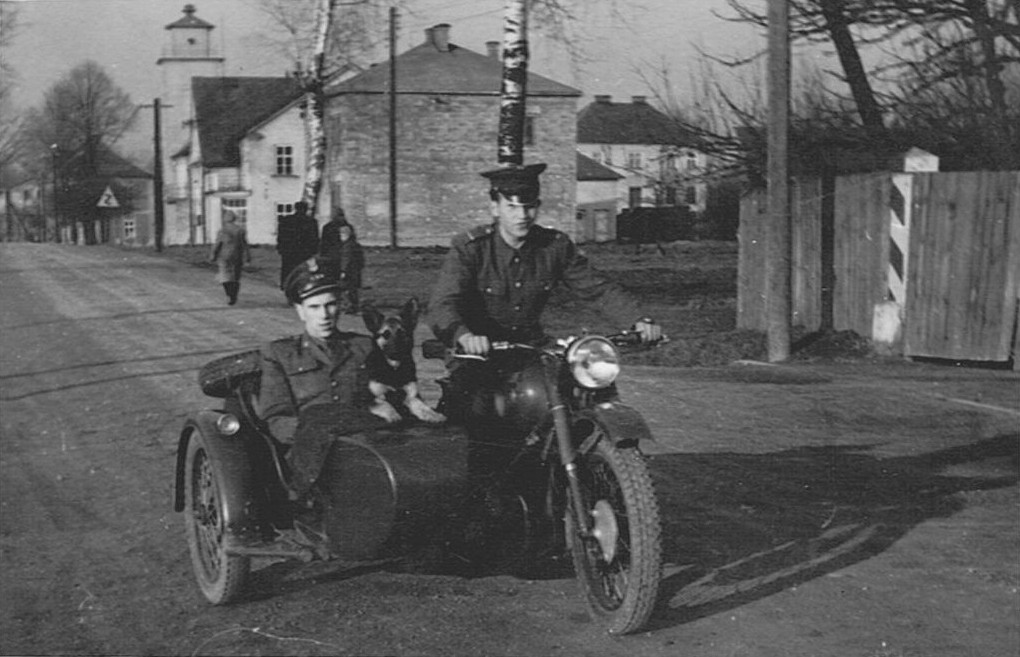
Droga Pogwizdów–Cieszyn (obecnie ul. Cieszyńska). Po prawej ogrodzenie strażnicy WOP, w tle budynek Pogwizdów nr 74, za nim Dom Ludowy, dalej remiza OSP. Por. Szczepan Polak (w koszu motocykla), kierowca – nn (czerwiec 1956–1959)

- 205 strażnica WOP Cieszyn ⇔ 206 strażnica WOP Kaczyce – 1947
- 211 strażnica WOP Cieszyn ⇔ 213 strażnica WOP Zebrzydowice – 15.03.1954
- 1 strażnica WOP Cieszyn I kat. ⇔ 3 strażnica WOP Zebrzydowice I kat. – 1956
- 25 strażnica WOP Cieszyn I kat. ⇔ 23 strażnica WOP Zebrzydowice II kat. – 31.12.1959
- 26 strażnica WOP Cieszyn lądowa I kat. ⇔ 24 strażnica WOP Zebrzydowice lądowa II kat. – 1.01.1964
- Strażnica WOP Cieszyn lądowa rozwinięta I kat. ⇔ Strażnica WOP Zebrzydowice lądowa rozwinięta I kat. – do 16.04.1990
- Strażnica lądowa kadrowa WOP Cieszyn ⇔ Strażnica lądowa kadrowa WOP Zebrzydowice – 17.04.1990–15.05.1991

Straż Graniczna:
- Strażnica SG w Cieszynie ⇔ Strażnica SG w Zebrzydowicach – 16.05.1991–31.01.2001.

## Dowódcy/komendanci strażnicy

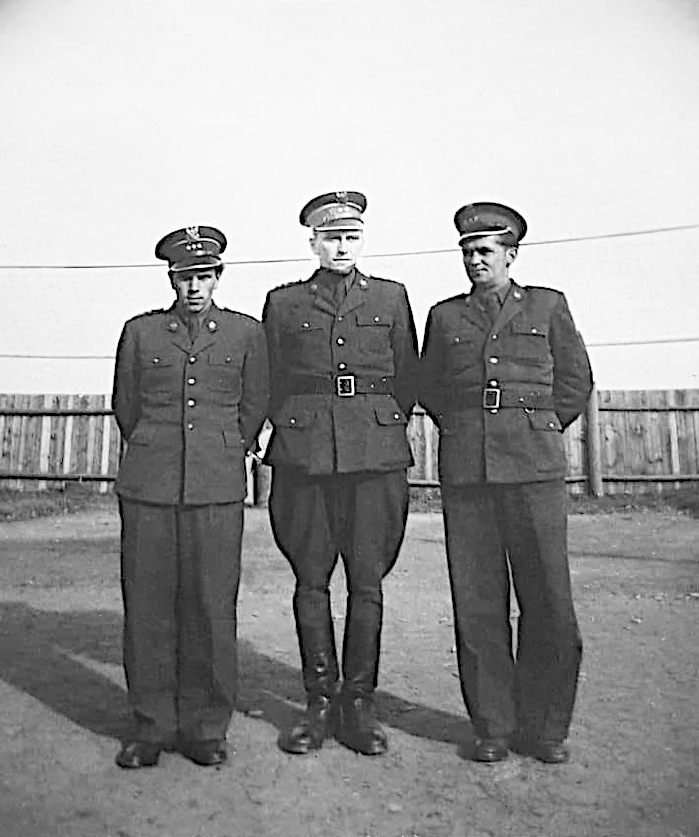
Oficerowie WOP od lewej: 1. por. Szczepan Polak, 2. por. Bolesław Cader, 3. por. nn

- Henryk Nowakowski (3.09.1950–17.10.1951)[19]
- por. Bonifacy Osiński (18.10.1951–14.12.1954)[20]
- kpt. Alojzy Dziambor[21] (1955–04.1966)
- kpt. Czesław Kobis[22] (04.1966–wiosna 1979)
- por. Antoni Przybylski (wiosna 1979–09.1979)
- por. Mariusz Kolanko[23] (09.1979–07.1984)[g]
- kpt. Józef Topór[24] (07.1984–1.04.1991[25])

Komendanci strażnicy SG:
- kpt. SG Józef Topór (2.04.1991–02.1992)[h]
- por. SG Andrzej Jura
- kpt. SG Andrzej Gałaszewski
- mjr SG Zbigniew Świazdek p.o. (10.1996–31.01.2001) – do rozformowania.